# Paul Cornell
Pour l'homme d'affaires américain, voir Paul Cornell (avocat).
Paul Cornell est un scénariste et écrivain britannique né le 18 juillet 1967 à Chippenham. Il est principalement connu pour ses scénarios pour la télévision notamment pour la série Doctor Who et ses nombreux romans dérivés. Il a aussi écrit le scénario d'un grand nombre de comic-book anglais et travaillé aussi bien pour Marvel Comics que DC Comics.

## Biographie

### Scénarios de télévision
Assez jeune, il se fait connaître dans le cercle des fans de la série de science fiction Doctor Who et écrit des fan fictions pour les fanzines consacrés à la série. Sa carrière de scénariste démarre après avoir gagné un concours d'écriture organisé par la BBC à la suite duquel son scénario, Kingdom Come fut produit et diffusé sur BBC Two dans l'émission "Debut on Two."
Au début des années 1990, il travaille comme scénariste pour la série médicale Children's Ward pour Granada Television, pour le soap-opéra Springhill en 1996 et créé même en 1997 sa propre série pour enfant, Wavelength sur Yorkshire Television. Il travaille alors pour Red Production Company et la série "Love in the 21st Century." À partir des années 2000, il se met à travailler principalement pour la BBC et les séries médicales Casualty, Holby City et Doctors. Il écrit aussi pour les séries Robin des Bois, Nick Cutter et les Portes du temps et écrit le pilote d'une série médicale pour BBC Three, Pulse.

### Doctor Who
Au début des années 1990 il est engagé pour écrire des romans se passant dans l'univers de la série Doctor Who, celle-ci ayant été abandonnée en 1989 et se poursuivant sous forme de livre édités par Virgin Publishing. Il publie ainsi les romans Timewyrm: Revelation, Love and War, No Future, Human Nature, Happy Endings, Goth Opera et The Shadows of Avalon. Il gagne un prix pour Human Nature. Il écrit aussi des pièces audiophoniques pour la compagnie Big Finish Productions ainsi que des romans autour du personnage Bernice Summerfield, une compagne du Docteur créé dans les médias dérivés de la série.
En 2003, il écrit pour le service internet de la BBC le scénario d'un webcast en animation-flash autour Doctor Who, avec un neuvième Docteur joué par Richard E. Grant. L'épisode nommé « Scream of the Shalka » est envisagé pour devenir le pilote d'une série d'épisodes animés en flash, mais avec le retour de la série à la télévision en 2005, aucun autre épisodes ne verra le jour et sa version du neuvième Docteur ne sera pas considérée comme officielle. Il est néanmoins embauché en tant que scénariste sur la série et écrit les épisodes « Fêtes des pères » et le double épisode « La Famille de sang/Smith, la Montre et le Docteur » adapté de son rôle de 1999 Human Nature. L'épisode sera nommé en 2008 pour le prix Hugo du meilleur épisode de série/meilleur court-métrage.
Il écrit aussi le scénario de comic-book pour le Doctor Who Magazine et le Judge Dredd Megazin].Et co-écrit des guides consacrées aux séries télévisées avec Keith Topping et Martin Day, dont un guide comique de Doctor Who nommé The Discontinuity Guide en 1995.

### Comic-books
Vers le milieu des années 2000, il se tourne plus vers l'écriture de scénarios pour les comic-book et signe en 2006 le scénario de Wisdom une histoire en six parties autour du personnage de Peter Wisdom. En 2007 il est engagé sur la série New Excalibur avant que celle-ci ne soit annulée par Marvel. Sa série suivante, Captain Britain and MI13 débutera en 2008 et l'épisode Vampire State sera nommé pour le Prix Hugo de la meilleure histoire graphique en 2010. Il écrit aussi des histoires pour les comic-books Young Avengers et Quatre Fantastiques.
En 2010, Cornell se tourne vers DC Comics et devient le scénariste d'Action Comics., En janvier 2011 il scénarise aussi une mini-série autour de Batman et Robin. En septembre 2011, à la suite de l'arc Renaissance DC, Cornell devient le scénariste des séries Demon Knights, et Stormwatch,.

## Vie privée
Dans une interview Cornell avouera qu'il se dit à la fois comme chrétien et païen. Le spiritualisme est d'ailleurs un thème récurrent de ses œuvres, et il avoue avoir aussi une prédilection pour les chouettes.
Cornell est marié à une autre scénariste, Caroline Symcox qui a écrit entre autres des épisodes audiophoniques de Doctor Who pour la société Big Finish.

## Œuvres littéraires

### UniversDoctor Who

#### SérieVirgin New Adventures
- Doctor Who: Timewyrm: Revelation  (ISBN 0-426-20360-7)
- Doctor Who: Love and War  (ISBN 0-426-20385-2)
- Doctor Who: No Future  (ISBN 0-426-20409-3)
- Doctor Who: Human Nature  (ISBN 0-426-20443-3)
- Doctor Who: Happy Endings  (ISBN 0-426-20470-0)

#### SérieVirgin Missing Adventures
- Doctor Who: Goth Opera  (ISBN 0-426-20418-2)

#### SérieEighth Doctor Adventures
- Doctor Who: The Shadows of Avalon  (ISBN 0-563-55588-2)

#### Autres romans dans l'univers deDoctor Who
- Doctor Who: Scream of the Shalka  (ISBN 0-563-48619-8)
- Bernice Summerfield: Oh No It Isn't!  (ISBN 0-426-20507-3)
- Bernice Summerfield: The Dead Men Diaries (rédacteur)
- Bernice Summerfield: A Life of Surprises (rédacteur)
- Bernice Summerfield: Life During Wartime (rédacteur)

### SérieShadow Police
1. (en) London Falling, 2012  (ISBN 0-2307-6321-9)
2. (en) The Severed Streets, 2014  (ISBN 0-7653-3028-8)
3. (en) Who Killed Sherlock Holmes?, 2016  (ISBN 978-1-4472-7326-4)

### SérieWild Cards
1. (en) Fort Freak, 2011Anthologie de nouvelles écrites avec David Anthony Durham, Ty Franck, Stephen Leigh, Victor Milán, John J. Miller, Mary Anne Mohanraj, Kevin Andrew Murphy (en), Cherie Priest et Melinda Snodgrass
2. (en) Low Chicago, 2018Anthologie de nouvelles écrites avec Saladin Ahmed, Marko Kloos (en), John J. Miller, Mary Anne Mohanraj, Kevin Andrew Murphy (en), Christopher Rowe et Melinda Snodgrass
3. (en) Full House, 2022Anthologie de nouvelles écrites avec Daniel Abraham, Marko Kloos (en), Stephen Leigh, David D. Levine, Victor Milán, Melinda Snodgrass, Caroline Spector, Carrie Vaughn et Walter Jon Williams

### SérieLychford
1. (en) Witches of Lychford, 2015
2. (en) The Lost Child of Lychford, 2016
3. (en) A Long Day in Lychford, 2017
4. (en) The Lights Go Out in Lychford, 2019
5. (en) Last Stand in Lychford, 2020

### Romans indépendants
- (en) The Uninvited, 1997  (ISBN 0-7535-0220-8)Novelisation pour Virgin Publishing d'un téléfilm de science-fiction diffusé sur ITV en 1997
- (en) Something More, 2001  (ISBN 0-575-07203-2)
- (en) British Summertime, 2002  (ISBN 0-575-07404-3)
- (en) Chalk, 2017
- (en) Rosebud, 2022

### Guides
- Avengers Dossier: The Definitive Unauthorised Guide  (ISBN 0-86369-754-2) avec Martin Day et Keith Topping
- Licence Denied: Rumblings from the Doctor Who Underground  (ISBN 0-7535-0104-X) (rédacteur)
- X-treme Possibilities: A Paranoid Rummage Through The X-files  (ISBN 0-7535-0228-3)avec Martin Day et Keith Topping
- The Discontinuity Guide  (ISBN 0-426-20442-5) avec Martin Day et Keith Topping
- The Guinness Book of Classic British TV avec Martin Day et Keith Topping
- The New Trek Programme Guide  (ISBN 0-86369-922-7) avec Martin Day et Keith Topping

### Nouvelles
- The Ghosts of Christmas sur Tor.com, 19 décembre 2013
- The Elephant in the Room sur Tor.com, 29 mai 2013
- Une meilleure façon de mourir, 2018 ((en) A Better Way to Die, 2014)Publiée dans l'anthologie Vauriens, Pygmalion

## Filmographie

### Comme scénariste
- 1990 : Debut on Two  (série télévisée) : (Épisode Kingdom Come)
- 1996 : Springhill (série télévisée)
- 1996 : Children Wards (série télévisée)
- 1997 : Coronation Street (série télévisée) : 1 épisode
- 1997 : Wavelength (série télévisée)
- 1999 : Petites histoires entre amants (série télévisée) : 1 épisode
- 2000 : Doctors (série télévisée) : 1 épisode
- 2001 à 2003 : Casualty (série télévisée) : 5 épisodes
- 2003 : Born and Bred (série télévisée) : 1 épisode
- 2003 : Doctor Who (webcast) : (Épisode « Scream of the Shalka »)
- 2004 : Holby City (série télévisée) : 1 épisode
- 2005 : Doctor Who (série télévisée) : (Épisode « Fêtes des pères »)
- 2006 : Robin des Bois (série télévisée) : 2 épisodes
- 2007 : Doctor Who (série télévisée) : (Double Épisode « La Famille de sang/Smith, la Montre et le Docteur »)
- 2007 : Nick Cutter et les Portes du temps (série télévisée) : 1 épisode
- 2010 : Pulse  (série télévisée) : Pilote